# Winnipeg Fury
The Winnipeg Fury Soccer Club – kanadyjski klub piłkarski z siedzibą w mieście Winnipeg, w stanie Manitoba, działający w latach 1987–1993. 

## Historia.
Przez cały okres swojego istnienia klub grał w Canadian Soccer League, której mistrzostwo zdobył w roku 1992, kiedy to w finale play-offów pokonał drużynę Vancouver 86ers.

## Reprezentanci kraju grający w klubie
| CONCACAF - Geoff Aunger - Jeff Cambridge - Ian Carter - Carlo Corazzin - Elvis Thomas - Paul Fenwick - Kevin Holness - Tony Nocita - David Norman - Giuliano Olivero - Pat Onstad - Peter Sarantopoulos - Niall Thompson |